# ریچارد لی
ریچارد لی (انگلیسی: Richard Li؛ زادهٔ ۸ نوامبر ۱۹۶۶) یک کارآفرین اهل کانادا است، که هم‌اکنون بعنوان رئیس هیئت مدیره شرکت پی‌سی‌سی‌دبلیو فعالیت می‌کند.